# Sea Women of Melanesia

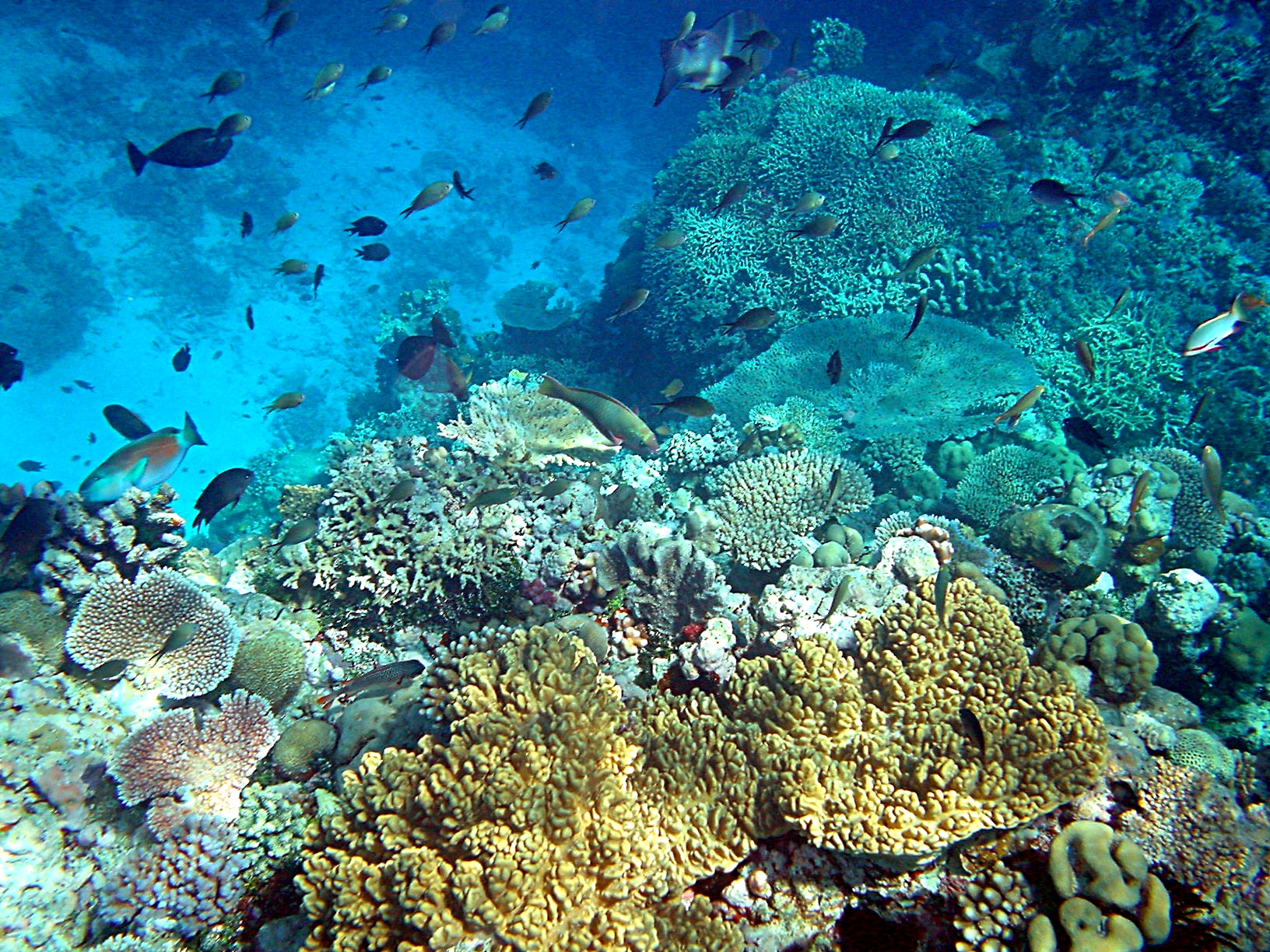
Korallenriffe in Papua-Neuguinea

Die Vereinigung Sea Women of Melanesia (SWoM) überwacht den Zustand der empfindlichen Korallenriffe in Melanesien, einer Region mit mehreren Inselstaaten im Südpazifik. Sie hat das Ziel, einheimische Frauen im Tauchen zu schulen und ihnen meereswissenschaftliche Kenntnisse zu vermitteln. Damit können sie den Zustand der Korallenriffe erfassen und Meeresschutzgebiete einrichten sowie wiederherstellen.

## Geschichte
Das Programm wurde 2017 von der gemeinnützigen Coral Sea Foundation mit Sitz in Australien ins Leben gerufen. Die Idee entstand, als deren Gründer, Andy Lewis, während seiner Forschungsarbeit in einer abgelegenen indigenen Gemeinde lebte. Eine einheimische Frau interessierte sich für seine Arbeit und fragte Lewis, ob er ein Programm ins Leben rufen könne, das Frauen befähigt, im Meeresschutz tätig zu werden.
„Sie hatte gerade die 12. Klasse abgeschlossen, hatte keinen Universitätsabschluss und keine wissenschaftlichen Kenntnisse, aber sie engagierte sich leidenschaftlich für den Meeresschutz“, wie Evangelista Apelis, eine frühere Co-Direktorin von Sea Women of Melanesia, sagte. Einige Jahre nach dieser Begegnung gründete die Coral Sea Foundation die in Papua-Neuguinea eingetragene gemeinnützige Vereinigung Sea Women of Melanesia (SWoM). Der Vorstand besteht ausschließlich aus indigenen Frauen. Anfang 2022 hatte die Vereinigung über 40 Mitglieder und schützte 43 Meeresgebiete.

## Aktivitäten
Die Sea Women of Melanesia arbeiten seit 2018 auf den Salomonen und in Papua-Neuguinea, um die Wiederherstellung von Korallenriffen zu fördern und die Einrichtung von Fischereiverbotszonen zu unterstützen. Sie setzen sich auch für Meeresschutzgebiete in den beiden Ländern ein, um sicherzustellen, dass die Bewohner in den Dörfern auch in Zukunft auf einen reichen Fischbestand zurückgreifen können, den sie zur eigenen Versorgung benötigen.
Die Frauen durchlaufen ein meereswissenschaftliches Ausbildungsprogramm, das durch eine praktische Ausbildung in Riffuntersuchungstechniken und in der Ökologie von Korallenriffen ergänzt wird. Zur Qualifizierung gehören eine international anerkannte Tauchzertifizierung und eine Unterweisung im Umgang mit GPS, Unterwasserkameras und Video zur Erfassung von Fisch- und Korallenbeständen in den Riffen des Korallendreiecks. In ihren Gemeinden sammeln sie Informationen über Riffe und Fischpopulationen, um diese mit den wissenschaftlichen Erkenntnissen zu kombinieren und die Erhaltungsarbeit voranzutreiben.
Seit der Aufnahme ihrer Arbeit im Jahr 2018 haben die SWoM in den wenigen Jahren bis Ende 2021 die Einrichtung von zahlreichen neuen Meeresschutzgebieten in den regionalen Gewässern angeschoben. Für ihre Arbeit wurden sie mehrfach ausgezeichnet, u. a. durch das Umweltprogramm der Vereinten Nationen UNEP als Champion of the Earth im Jahr 2021.
Die Sea Women verändern gleichzeitig die Vorstellungen über die Rolle der Frau in ihrer Gemeinschaft und ihre Möglichkeiten, eine Führungsrolle zu übernehmen. Für die SWoM ist die Verbindung von indigenem Wissen mit der Wissenschaft von zentraler Bedeutung für ihr Engagement in den Gemeinden. Von den Gemeindemitgliedern zu erfahren, wo es zu einer bestimmten Jahreszeit die meisten Fische gibt, die Farbveränderungen in den Korallenriffen mit den Daten der Unterwassermessungen abzugleichen oder zu verstehen, wie sich die Gezeiten in Abhängigkeit vom Klimawandel verändern können, ist wichtig für die Öffentlichkeitsarbeit, mit der sie den Wert der Erhaltung und der Meeresschutzgebiete aufzeigen und die Erhaltungsarbeit vorantreiben.
Inspiriert durch die SWoM und aufbauend auf deren Erfolg rief die Coral Sea Foundation 2022 mit den Sea Women of the Great Barrier Reef eine weitere Initiative ins Leben. Diese soll indigene Frauen ausbilden und vernetzen, die sich dem Schutz des Great Barrier Reefs widmen wollen. Die Sea Women of Melanesia unterstützten die neue Initiative mit Training und Beratung.

## Auszeichnungen
- 2020: The Ocean Tribute Award[7][8]
- 2021: Ocean Award Local Hero der Blue Marine Foundation[9][10]
- 2021: Champions of the Earth Award in der Kategorie Inspiration and Action[2]
- 2023: Commonwealth Innovation Award 2023 in der Kategorie Protect the PLANET and the natural environment in the Commonwealth (Naomi Longa für die Sea Women of Melanesia)[11]